# Ehrenfried Oskar Boege

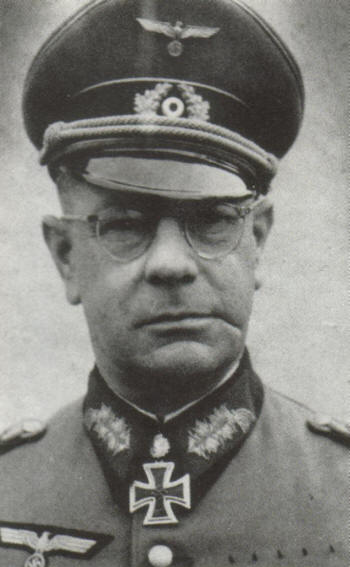
General der Infanterie Ehrenfried Oskar Boege

Ehrenfried Oskar Boege (* 11. November 1889 in Ostrowo; † 31. Dezember 1965 in Hildesheim) war ein deutscher General der Infanterie und Oberbefehlshaber der 18. Armee im Zweiten Weltkrieg.

## Leben
Nach dem Abitur im März 1909 am Mariengymnasium in Posen studierte Boege ab dem Sommersemester 1909 Rechtswissenschaften und Kameralistik an der Universität München und ein Semester später an der Universität Greifswald. Während seines Studiums wurde er 1909 Mitglied der Münchener Burschenschaft Cimbria und der Greifswalder Burschenschaft Rugia. Im Sommersemester 1911 wechselte er an die Universität Königsberg und studierte zusätzlich auch Geschichte, um jedoch Ende 1912 seine Studien abzubrechen und die Militärlaufbahn einzuschlagen.
Am 12. September 1913 trat er als Fahnenjunker in das 3. Oberschlesische Infanterie-Regiment Nr. 62 der Preußischen Armee in Cosel ein. Ende April 1914 wurde er zur Kriegsschule Engers kommandiert. Mit Ausbruch des Ersten Weltkriegs brach Boege seine Ausbildung dort ab, wurde mit Offizierspatent vom 8. Januar 1913 zum Leutnant befördert und als Zugführer in seinem Stammregiment eingesetzt. Ab 25. Januar 1916 war er Führer des MG-Sturmtrupps 132 und avancierte am 18. April 1918 zum Oberleutnant. Zwei Monate später folgte seine Versetzung in das Reserve-Infanterie-Regiment Nr. 77 sowie seine Kommandierung zum Stab der 38. Reserve-Infanterie-Brigade. Am 16. August 1918 wurde Boege Adjutant dieses Großverbandes. Für seine Leistungen während des Krieges hatte er beide Klassen des Eisernen Kreuzes erhalten.
Nach Kriegsende trat Boege als Kompanieführer in das 3. Oberschlesische Infanterie-Regiment Nr. 62 zurück und wurde nach der Demobilisierung in die Vorläufige Reichswehr übernommen. Nach Verwendungen im Reichswehr-Infanterie-Regiment 15 sowie als Adjutant beim Infanterieführer 8 wurde er am 1. Oktober 1920 in das Infanterie-Regiment 4 versetzt. Von dort kam Boege am 1. Januar 1921 in das 6. Infanterie-Regiment nach Mölln und absolvierte kurze Zeit darauf die Führergehilfenausbildung im Stab der 2. Division. Am 1. Oktober 1922 wurde Boege zur 3. Kompanie des 7. (Preußisches) Infanterie-Regiments in Schweidnitz versetzt und als Hauptmann am 1. März 1929 zum Chef der 12. Kompanie in Breslau-Carlowitz ernannt. Danach war er ab dem 1. Oktober 1932 Taktiklehrer an der Infanterieschule Dresden. Zum Kommandeur des III. Bataillons des Infanterieregiments 84 in Gleiwitz wurde er am 6. Oktober 1936 ernannt. Mit Wirkung vom 3. November 1938 kam Boege als Kommandeur der Lehrgruppe A an die Kriegsschule in Potsdam.
Boege wurde am 26. August in den militärischen Stab Adolf Hitlers kommandiert und war dort ab Beginn des Zweiten Weltkriegs stellvertretender Kommandeur des Führerhauptquartiers. Nach Beendigung des Überfalls auf Polen übernahm er am 1. Dezember 1939 das Infanterieregiment 161 in Neuhammer und später in Goldberg/Schlesien, Eupen, St. Quentin und Bourges. Am 13. Juli 1940 wurde er als Oberst Kommandeur des Infanterieregiments 7, das er ab Juni 1941 beim Überfall auf die Sowjetunion in Njemen, bei der Kesselschlacht bei Smolensk, bei der Doppelschlacht bei Wjasma und Brjansk und bei der Schlacht um Moskau führte. Am 22. Dezember 1941 wurde Boege mit dem Ritterkreuz des Eisernen Kreuzes ausgezeichnet. Boege wurde am 12. Februar 1942 mit der Führung der 197. Infanterie-Division beauftragt und mit der Beförderung zum Generalmajor am 1. April 1942 zum Kommandeur dieser Division ernannt. In dieser Eigenschaft stieg Boege am 1. Januar 1943 zum Generalleutnant auf und erhielt am 13. Januar 1943 das Deutsche Kreuz in Gold. Am 16. November 1943 wurde er in die Führerreserve versetzt und zugleich zum Lehrgang für Kommandierende Generale in Döberitz kommandiert.
Ab dem 25. März 1944 war er mit der Führung des XXXXIII. Armeekorps beauftragt und wurde am 1. Juni 1944 mit der Beförderung zum General der Infanterie zum Kommandierenden General des Korps ernannt, das Boege bei Narwa, Ergeli und später Dünaburg befehligte. Am 5. September 1944 wurde er Oberbefehlshaber der 18. Armee sowie am 21. September 1944 mit dem Eichenlaub zum Ritterkreuz des Eisernen Kreuzes (594. Verleihung) ausgezeichnet. In dieser Funktion nahm er an fünf Kurlandschlachten teil, um bei Kriegsende in sowjetische Kriegsgefangenschaft zu geraten. Wegen angeblicher Kriegsverbrechen wurde Boege routinemäßig zu 25 Jahren Haft verurteilt, die er mit Zwangsarbeit und Aufenthalten in den Lagern von Woikowo, Wologda, Workuta und Asbest (Oblast Swerdlowsk) verbrachte. Am 6. Oktober 1955 wurde er entlassen.
Danach lebte Boege in Bonn, Füssen und Hildesheim.

## Familie
Boege heiratete am 20. September 1921 Ruth-Dolores Prudlo, mit der er eine Tochter und drei Söhne hatte, von denen Ehrenfried Boege später Brigadegeneral in der Bundeswehr wurde.